# قلعه خورموج
قلعه خورموج یا قلعه محمد خان دشتی در شهر خورموج مرکز شهرستان دشتی که زمانی بزرگترین قلعه در منطقه بوشهر بود یکی از آثار تاریخی و از نقاط دیدنی استان بوشهر در جنوب ایران است که مربوط به خانواده بزرگ  صالح احمدی است که اکثرا حقوقدان و نویسنده کتب معروفی در حقوق هستند و به عنوان شناخته شده ترین و اصیل ترین خانواده از حیث ادب، پیشینه و دانش در استان بوشهر بسیار مورد احترام مردم می‌باشند. 
قلعه خورموج که امروزه تنها یکی از برج‌های آن برجامانده است دارای چهار حصار، چهار برج، اندرونی، عمارت مرکزی و قراولخانه و اصطبل بوده است. قسمتی از آن به نام قلعه محمد خان دشتی و قسمت دیگر آن به نام قلعه جمال خان معروف بوده است. این اثر که یکی از نمونه‌های معماری دوره قاجاریه و دارای تزئینات بدیع و منحصر به فردی است در سال ۱۳۷۹ در فهرست آثار ملی به شماره: ۳۰۳۲ به ثبت رسید. سبک معماری آن سلجوقی و متأثر از سبک قلعه سازی دوره ساسانی است که با استفاده از تاق‌نماها و گچبری در آرایش دیوارها و درون اتاق‌ها بنا شده است. در سال ۱۳۵۶ شهرداری وقت خورموج بخش اعظم آنرا به منظور احداث ساختمان جدید شهرداری،اداره مخابرات و کتابخانه عمومی حقایق نگار خورموجی تخریب کرد.

## طبقات مختلف این بنا
برج قلعه خورموج دارای سه طبقه و یک زیرزمین است. در زیرزمین بنا سقف به شکل گنبدی و با تقارن زیبایی ایجاد شده است. این تقارن در طبقات دیگر نیز حفظ شده است. در طبقهٔ اول سقف چندان تفاوتی نکرده و تنها فرقی که کرده به خاطر نقش و نگارهایی است که به ان اضافه شده‌است.